# Natri perchlorat
Natri perchlorat là hợp chất vô cơ có công thức phân tử NaClO4. Đây là muối perchlorat tan rất nhiều trong nước. Nó là tinh thể rắn màu trắng, hút ẩm tan tốt trong nước và trong cồn. Nó thường có dạng ngậm nước (một phân tử) và có cấu trúc tinh thể hình thoi.
Nhiệt lượng tạo thành là -382,75 kJ/mol.

## Sử dụng
Natri perchlorat là tiền thân của nhiều muối perchlorat khác, do có độ tan thấp so với NaClO4 (209 g/100 mL ở 25 °C).  Acid perchloric được điều chế bằng cách khử NaClO4 với HCl.
NaClO4 chỉ được dùng rất ít trong nghề làm pháo hoa vì nó hút ẩm; muối perchlorat của kali và gốc amoni thường dùng hơn. Chúng được điều chế bằng sự phân hủy kép từ dung dịch natri perchlorat và kali chloride hay amoni chloride.

### Ứng dụng trong phòng thí nghiệm
NaClO4 có nhiều ứng dụng trong phòng thí nghiệm, thường là chất điện phân trung tính. Ví dụ, nó dùng trong các phản ứng tách chiết và lai giống DNA chuẩn trong ngành sinh học phân tử.

## Sản xuất
Natri perchlorat được sản xuất bằng cách oxi hoá anôt natri chlorrat, không phải natri chloride với điện cực platin.
ClO3− + H2O → ClO4− + 2H2↑